# Liste des films hongkongais de catégorie III
Selon la classification des œuvres cinématographiques de Hong Kong mise en place en 1988, la restriction applicable aux films de catégorie III est ainsi définie : « Aucune personne de moins de 18 ans n'est autorisée à louer, acheter ou regarder ce film au cinéma ». Ceci s'applique autant aux films produits à Hong Kong qu'à l'étranger.
La liste ci-dessous ne contient que des films de catégorie III produits à Hong Kong.

## Avant 1988
Les films sortis avant 1988 sont évalués rétroactivement lors de l'introduction du système de classement.
- Confession of a Concubine (1976)
- Lewd Lizard (1979, aussi appelé Blood Lizard)
- The Beasts (1980)
- Dangerous Encounters of the First Kind (1980)
- Devil Fetus (1983)
- Seeding of a Ghost (1983)
- Centipede Horror (1984)
- The Rape After (1986)
- The Seventh Curse (1986)

## 1988–99
Cette période est généralement considérée comme celle où la plupart des films d’exploitation de catégorie III de Hong Kong ont été produits.
- Camp 731 (1988)
- Her Vengeance (1988)
- School on Fire (1988)
- Gunmen (1988)
- Bloody Brotherhood (1989)[1]
- Triads: The Inside Story (1989)
- Runaway Blues (1989)
- Hong Kong Gigolo (1990)
- Queen of Temple Street (1990)[2]
- The Blue Jean Monster (1991)[3]
- Fist of Fury 1991 (1991)
- Sex and Zen (1991)
- Riki-Oh: The Story of Ricky (1991)
- Robotrix (1991)
- Pretty Woman (1991)
- Dr. Lamb (1992)
- Basic Impulse (1992)
- Men Behind the Sun 2 (1992, aussi appelé Maruta 2: Laboratory of the Devil)
- Prostitute (1992)
- My Wife's Lover (1992)
- Invincible (1992)
- Naked Killer (1992)
- No Guilty (1992)
- Suburb Murder (1992)
- Offense Storm (1993)
- The Other Side Of Dolls (1993)
- Perfect Exchange (1993)
- My Better Half (1993)
- Fatal Love (1993)
- Rape in Public Sea (1993)
- Love to Kill (1993)[4]
- Crazy Love (1993, aussi appelé The Fruit is Ripe 1)[5]
- Crime Story (1993)
- Daughter of Darkness (1993)[6]
- Run and Kill (1993)
- The Untold Story (1993)
- A Wild Party (1993)
- Retribution Sight Unseen (1993[7], aussi appelé Three Days of a Blind Girl)
- Raped by an Angel (1993)
- Taxi Hunter (1993)[8]
- Women on the Run (1993)
- Wai's Romance (1994)
- Water Tank Murder Mystery (1994)
- The Tragic Fantasy - Tiger of Wanchai (1994)
- Super Fighter (1994)
- Beauty Evil Rose (1994, aussi appelé The Beauty's Evil Roses)[9]
- The Underground Banker (1994)[10]
- Daughter of Darkness 2 (1994)[11]
- A Day Without Policemen (1994)[12]
- Brother of Darkness (1994)[13]
- A Chinese Torture Chamber Story (1994)[14]
- Dream Lovers (1994)
- Red to Kill (1994)[15]
- The Eternal Evil of Asia (1995)
- Diary of a Serial Killer (1995)
- A Sudden Love (1995)
- Sex and Zen 2 (1996)
- Trilogy of Lust 2 (1996, aussi appelé Portrait of a Serial Killer)
- Viva Erotica (1996)[16].
- Ebola Syndrome (1996)
- Horrible High Heels (1996)
- The Intruder (1997)
- Peeping Tom (1997)
- The Fruit is Swelling (1997, aussi appelé The Fruit is Ripe 2)[17]
- Happy Together (1997)
- Nude Fear (1998)
- Young and Dangerous: The Prequel (1998)
- Sex and Zen 3 (1998)
- The Untold Story 2 (1998)
- Raped by an Angel 3 (1998)[18]
- A Chinese Torture Chamber Story 2 (1998)[19]
- Erotic Nightmare (1999)
- The Fruit is Ripe 3 (1999)[20]
- Iron Sister (1999)[21],
- The Untold Story 3 (1999)
- A Lamb in Despair (1999)[22]
- Raped by an Angel 4 (1999)[23]

## Depuis 2000
- Naked Poison (2000)
- Prostitute Killers (2000)
- Spacked Out (2000)[24]
- There Is a Secret in My Soup (2001)
- Human Pork Chop (2001)[25]
- Trois histoires de l'au-delà (2002)
- The Peeping (2002)
- Runaway Pistol (2002)
- Emmanuelle in Hong Kong (2003)
- Fu Bo (2003)
- Night Corridor (2003)
- Sexy Soccer (2003)[26]
- Trois extrêmes (2004)
- Ab-normal Beauty (2004)
- Nouvelle Cuisine (2004)
- Election (2005)[27]
- SPL : Sha po lang (2005)
- Election 2 (2006)[28]
- Dog Bite Dog (2006)
- Exilé (2006)
- The Heavenly Kings (2006)
- Whispers and Moans (2007)[29],
- Lust, Caution (2007)
- Mad Detective (2007)
- Gong Tau: An Oriental Black Magic (2007)
- Fatal Move (2008)
- Hong Kong Bronx (2008)[30]
- Besieged City (2008)[31]
- The Unbelievable (2009)
- A Very Short Life (2009)
- Shinjuku Incident (2009)
- Revenge: A Love Story (2010)
- Love in a Puff (2010)[32],
- Sex and Zen: Extreme Ecstasy (2011)
- Vulgaria (2012)
- Tales from the Dark 1 (2013)
- Tales from the Dark 2 (2013)
- Young and Dangerous Reloaded (2013)
- Naked Ambition 2 (2014)
- The Gigolo (2015)
- The Gigolo 2 (2015)